# امیل دیمیتریف
امیل دیمیتریف (مقدونی: [Емил Димитриев] Error: {{Lang}}: متن دارای نشانه‌گذاری ایتالیک است (راهنما)؛ زادهٔ ۱۹ مارس ۱۹۷۹) یک سیاست‌مدار اهل جمهوری مقدونیه و نخست‌وزیر کنونی این کشور است.